# Orde van Culturele Verdienste (Zuid-Korea)
De Orde van Culturele Verdienste  (Koreaans: 문화훈장, munhwahunjang) werd in 1962 ingesteld en dient als belangrijkste onderscheiding voor de door de regering van Zuid-Korea zo gewenste en van overheidswege sterk bevorderde verbetering van de infrastructuur van het tot in de jaren vijftig van de 20e eeuw op vele gebieden achtergebleven land. Men noemt dit programma "Saemaeul". In 1974 werden de kleinoden en sterren gewijzigd.
Er zijn vijf graden.
Deze orde is onderverdeeld in
- de Geum-gwan-medaille of Gouden Kroonmedaille: een grootkruis aan een wit lint. De baton heeft twee rode biezen.
- de Eun-gwan-medaille of Zilveren Kroonmedaille: een commandeurskruis aan een wit lint met vier rode strepen langs de zoom met ster.
- de Bo-gwan-medaille of Kostbare Kroonmedaille: een commandeurskruis aan een wit lint met drie rode strepen langs de zoom.
- de Og-gwan-medaille of Juwelenkroonmedaille: een officierskruis aan een wit lint met twee rode strepen langs de zoom.
- de Hwa-gwan-medaille of Bloemenkroonmedaille: een officierskruis aan een wit lint met twee rode strepen langs de zoom.

Het kleinood is een achtpuntig rood kruis op een gouden ster. Het centrale medaillon toont een gouden hoofd op een rode achtergrond.
De "kronen" zijn als verhogingen boven het kleinood aangebracht.